# Painface
Painface er et amerikansk heavy metalband fra Des Moines, Iowa dannet af Anders Colsefini efter han besluttede sig for at forlade Slipknot i 1998.